# Donta Hall
Donta Hall (Luverne, 7 agosto 1997) è un cestista statunitense naturalizzato azero.

## Statistiche

### College
| Anno      | Squadra            | PG  | PT | MP   | TC%  | 3P% | TL%  | RP  | AP  | PRP | SP  | PP   |
| --------- | ------------------ | --- | -- | ---- | ---- | --- | ---- | --- | --- | --- | --- | ---- |
| 2015-2016 | Alabama Crim. Tide | 33  | 0  | 12,8 | 60,7 | -   | 43,2 | 4,3 | 0,2 | 0,5 | 1,7 | 2,8  |
| 2016-2017 | Alabama Crim. Tide | 34  | 20 | 19,7 | 65,8 | -   | 60,0 | 5,5 | 0,5 | 0,5 | 1,4 | 6,0  |
| 2017-2018 | Alabama Crim. Tide | 34  | 31 | 23,7 | 72,6 | -   | 55,6 | 6,6 | 0,6 | 0,7 | 2,0 | 10,6 |
| 2018-2019 | Alabama Crim. Tide | 34  | 34 | 26,8 | 61,6 | 100 | 71,8 | 8,8 | 0,5 | 0,5 | 1,6 | 10,5 |
| Carriera  | Carriera           | 135 | 85 | 20,8 | 66,1 | 100 | 60,7 | 6,3 | 0,5 | 0,5 | 1,7 | 7,5  |

### NBA

#### Regular Season
| Anno      | Squadra         | PG | PT | MP   | TC%  | 3P% | TL%  | RP  | AP  | PRP | SP  | PP  |
| --------- | --------------- | -- | -- | ---- | ---- | --- | ---- | --- | --- | --- | --- | --- |
| 2019-2020 | Detroit Pistons | 4  | 0  | 12,0 | 25,0 | -   | 66,7 | 3,8 | 0,5 | 0,3 | 0,3 | 1,5 |
| 2019-2020 | Brooklyn Nets   | 5  | 0  | 17,0 | 77,8 | -   | 41,7 | 4,6 | 0,4 | 0,4 | 1,0 | 6,6 |
| 2020-2021 | Orlando Magic   | 13 | 0  | 13,8 | 71,4 | -   | 67,6 | 4,8 | 0,8 | 0,4 | 0,8 | 5,6 |
| Carriera  | Carriera        | 22 | 0  | 14,2 | 70,2 | -   | 61,5 | 4,5 | 0,7 | 0,4 | 0,7 | 5,1 |

#### Playoffs
| Anno     | Squadra       | PG | PT | MP  | TC%  | 3P% | TL%  | RP  | AP  | PRP | SP  | PP  |
| -------- | ------------- | -- | -- | --- | ---- | --- | ---- | --- | --- | --- | --- | --- |
| 2020     | Brooklyn Nets | 3  | 0  | 6,7 | 60,0 | -   | 25,0 | 1,7 | 0,0 | 0,0 | 0,7 | 2,3 |
| Carriera | Carriera      | 3  | 0  | 6,7 | 60,0 | -   | 25,0 | 1,7 | 0,0 | 0,0 | 0,7 | 2,3 |

### G League
| Anno      | Squadra         | PG | PT | MP   | TC%  | 3P%  | TL%  | RP   | AP  | PRP | SP  | PP   |
| --------- | --------------- | -- | -- | ---- | ---- | ---- | ---- | ---- | --- | --- | --- | ---- |
| 2019-2020 | G. Rapids Drive | 38 | 37 | 28,6 | 66,2 | 26,9 | 74,5 | 10,5 | 1,0 | 1,0 | 1,3 | 15,4 |
| 2020-2021 | G League Ignite | 9  | 9  | 23,5 | 61,4 | 0,0  | 60,0 | 9,0  | 1,6 | 0,4 | 1,8 | 8,9  |
| 2020-2021 | Raptors 905     | 3  | 2  | 28,6 | 65,2 | -    | 100  | 6,3  | 1,3 | 1,0 | 3,0 | 14,0 |
| Carriera  | Carriera        | 50 | 48 | 27,7 | 65,5 | 25,9 | 74,1 | 10,0 | 1,1 | 0,9 | 1,5 | 14,1 |

### Eurolega
| Anno      | Squadra        | PG  | PT | MP   | TC%   | 3P% | TL%  | RP  | AP  | PRP | SP  | PP  |
| --------- | -------------- | --- | -- | ---- | ----- | --- | ---- | --- | --- | --- | --- | --- |
| 2021-2022 | Monaco         | 35  | 3  | 18,5 | 76,5* | 0,0 | 72,1 | 5,1 | 0,3 | 0,6 | 1,1 | 8,3 |
| 2022-2023 | Monaco         | 41  | 4  | 18,6 | 72,5  | 0,0 | 71,0 | 5,5 | 0,5 | 0,5 | 0,9 | 7,5 |
| 2023-2024 | Monaco         | 38  | 0  | 13,6 | 74,0  | 0,0 | 60,7 | 3,5 | 0,4 | 0,5 | 0,4 | 4,9 |
| 2024-2025 | Saski Baskonia | 34  | 20 | 21,5 | 71,0  | 0,0 | 69,1 | 5,4 | 0,9 | 0,5 | 1,1 | 8,7 |
| Carriera  | Carriera       | 148 | 27 | 18,0 | 73,4  | 0,0 | 68,6 | 4,9 | 0,5 | 0,5 | 0,9 | 7,3 |

## Palmarès
- Campionato francese: 2

Monaco: 2022-2023, 2023-2024
- Coppa di Francia: 1

Monaco: 2022-2023

## Record
Al momento detiene in Eurolega la miglior percentuale all-time di tiri da 2 punti (quasi 75% con più di 400 tiri tentati).